# Голубой метеорит
«Голубой метеорит» — советский короткометражный рисованный мультипликационный фильм по одноимённому стихотворению Романа Сефа, созданный режиссёром Анатолием Алексеевичем Петровым в 1971 году на киностудии «Союзмультфильм». Второй из трёх сюжетов мультипликационного альманаха «Весёлая карусель» № 3.

## Сюжет
Рассказчица (Мария Бабанова), обращаясь напрямую к юному зрителю, декламирует стихотворение о голубом метеорите, летящем где-то в космосе, никак не влияющем на повседневную жизнь. Пройдёт много лет, и зритель вырастет, «сносит десять пар галош», «прочитает гору книг» и станет астрономом. И вот однажды, когда он собирается к друзьям на праздник, весь мир охватывает новость — в тайгу упал тот самый метеорит. Астроном, бросив все дела в столице, устремляется к месту падения с одной из экспедиций.
Рассказчица возвращается в настоящее. Сегодня зрителю восемь лет, он играет со своими друзьями, «перед ним весь белый свет», но где-то там в глубинах Вселенной мчится его голубой метеорит — «подарок драгоценный». Но всё это будет в будущем. Последние кадры показывают мальчика, прячущего в портфель выпавшую тетрадь с тройкой, поэтому рассказчица советует зрителю поторопиться учиться, чтобы успеть подготовиться к тому моменту, когда упадёт метеорит.

## Над фильмом работали
- Автор сценария и стихов — Роман Сеф
- Режиссёр и художник — Анатолий Петров
- Композитор — Шандор Каллош
- Оператор — Михаил Друян
- Звукооператор — Владимир Кутузов
- Стихи читает — Мария Бабанова

## О мультфильме
Мультфильм выполнен в стиле гиперреализма под впечатлением Анатолия Петрова после просмотра произведений Пабло Пикассо. Анатолий Петров любил астрономию и хотел, чтобы дети тоже заинтересовались этим. Поэтому он решил снять мультфильм «Голубой метеорит».

Анатолий Петров… Виртуозное мастерство «одушевления», глубокое понимание динамической структуры эпизода, оригинальность в подходе к тематическому материалу вскоре сделали его одной из видных фигур среди режиссёров студии. Его «карусельные» сюжеты — «Голубой метеорит», «Чудо» — дышат романтикой молодости, яркостью красок, ощущением будущего, в которое устремлены сегодняшние дела и помыслы современников.
— Асенин С. В..
В мультфильме звучит отрывок гимна студентов «Gaudeamus igitur».